# Liste der Einträge im National Register of Historic Places im Hardeman County (Texas)
Die Liste der Registered Historic Places im Hardeman County führt alle Bauwerke und historischen Stätten im texanischen Hardeman County auf, die in das National Register of Historic Places aufgenommen wurden.

## Aktuelle Einträge
| Lfd. Nr. | Name im NRHP                        | Bild | Datum der Eintragung | Adresse/Lage | Ort    | NRHP-ID  | Beschreibung |
| -------- | ----------------------------------- | ---- | -------------------- | --- | ------ | -------- | ------------ |
| 1        | Quanah Commercial Historic District |      | 25. Mai 2000         | Roughly bounded by Green, Second, Third, Fourth, Fifth, King, Elbert, and McClelland Sts., and Burlington Northern RR tr | Quanah | 00000475 |              |
| 2        | Quanah, Acme and Pacific Depot      |      | 15. Okt. 1979        | 100 Mercer St. | Quanah | 79002951 |              |